# Cyathea chlorophylla
Cyathea chlorophylla là một loài dương xỉ trong họ Cyatheaceae. Loài này được Fée mô tả khoa học đầu tiên..
Danh pháp khoa học của loài này chưa được làm sáng tỏ. 